# 松原信之
松原 信之（まつばら のぶゆき、1933年 - 2019年10月30日）は、日本の歴史学者、郷土史家。

## 来歴
福井市生まれ。福井大学教育学部卒。福井県立高志高等学校、福井県立丸岡高等学校教諭、県総務部県史編纂課課長補佐、県教育研究所第一課長、県立福井南養護学校長を最後に定年退職。坂井市立丸岡町図書館小葉田文庫名誉館長、福井市史編纂委員、坂井町誌編纂部長。

## 著書
- 『若越城下町古図集』古今書院、1957年
- 『越前朝倉氏と心月寺』安田書店出版部、 1973年
- 『朝倉氏と戦国村一乗谷』福井県郷土誌懇談会　福井県郷土新書、1978年
- 『福井の城と城下町 松原信之先生講演記録誌』ふくい藤田美術館、1986年
- 『越前朝倉一族』新人物往来社、1996年
- 『順化地区のあゆみ 町名のゆらい』順化地区のあゆみ編集委員会編　「うらがまちづくり」順化地区委員会、2000年
- 『越前朝倉氏の研究』三秀舎、2008年

## 共編著
- 『越前若狭地誌叢書』杉原丈夫共著　松見文庫、1971-73年
- 『写真集明治大正昭和福井 ふるさとの想い出19』舟沢茂樹共編　国書刊行会、1979年
- 『福井県の不思議事典』編　新人物往来社、2000年
- 『朝倉義景のすべて』編　新人物往来社、2003年
- 『福井県謎解き散歩』編著　新人物文庫、 2012年

## 参考
- 『越前 朝倉一族』著者紹介